# John Simpson (fútbol americano)
John Simpson (North Charleston, Carolina del Sur, 19 de agosto de 1997) es un jugador profesional estadounidense de fútbol americano que se desempeña en la posición de lineman en Baltimore Ravens, equipo de la National Football League (NFL).

## Carrera
Fue seleccionado en la cuarta ronda en la Reunión Anual de Selección de Jugadores de la NFL de 2020. Hizo su debut profesional con el equipo Las Vegas Raiders, en el cual jugó tres temporadas (2020-2023), luego pasó a Baltimore Ravens, donde lleva jugando una temporada.